# Nanilla globosa
Nanilla globosa là một loài bọ cánh cứng trong họ Cerambycidae.